# Waldemar Moritz
Waldemar Viktor Hugo Erdmund Moritz (* 13. August 1870 in Cöslin; † 21. Dezember 1948 in Meschede) war ein deutscher Verwaltungsbeamter.

## Leben
Waldemar Moritz, Sohn des preußischen Generalmajors Benno Moritz (1838–1903), studierte Rechtswissenschaften an der Ruprecht-Karls-Universität Heidelberg. 1889 wurde er Mitglied des Corps Vandalia Heidelberg. Nach dem Studium trat er in den preußischen Staatsdienst ein. 1899 legte er das Regierungsassessor-Examen bei der Regierung in Danzig ab. Von 1909 bis zu dessen Auflösung 1910 war er Landrat des Landkreises Mülheim an der Ruhr. 1910 wechselte er als Landrat in den Landkreis Landeshut i. Schles. Von 1916 bis 1919 war er Landrat des Landkreises Ottweiler. Später wurde er Oberregierungsrat und lebte zuletzt im Ruhestand in Münster.